# Synergy Aerospace
Synergy Aerospace Corp. es una división del Synergy Group, una compañía privada de explotación en el aérea de aviación del empresario Germán Efromovich. La empresa tiene su sede principal en Bogotá, Colombia.
La compañía controla ocho aerolíneas en cuatro países. Estas son las aerolíneas Avianca y Tampa Cargo en Colombia, Avianca Brasil, VarigLog y Synerjet en Brasil, VIP y Aerogal de Ecuador. 
Synergy Group ha establecido una empresa conjunta en marzo de 2011 con Israel Aerospace Industries (IAI) con sede en Brasil. La empresa EAE Solutions Aerospace fue creado para convertirse en el accionista y la sociedad de cartera de las actividades del grupo en Brasil. Synergy Group quiere invertir en Flight Technologies, un fabricante de vehículos aéreos tácticos no tripulados (UAV) para el Ejército brasileño, con sede en São José dos Campos. La empresa conjunta ofrecerá sistemas avanzados de defensa, también transportadores de misiones múltiples, aviones de combate de misión y actualizaciones, vigilancia de inteligencia y reconocimiento (ISR) y sistemas avanzados radares.